# Depressaria pimpinellae
Depressaria pimpinellae – gatunek motyli z rodziny Elachistidae i podrodziny Depressariinae. Zamieszkuje Europę oraz Azję Zachodnią i Północną. Gąsienice żerują na biedrzeńcach.

## Taksonomia
Gatunek ten opisany został po raz pierwszy w 1839 roku przez Philippa Christopha Zellera.

## Morfologia

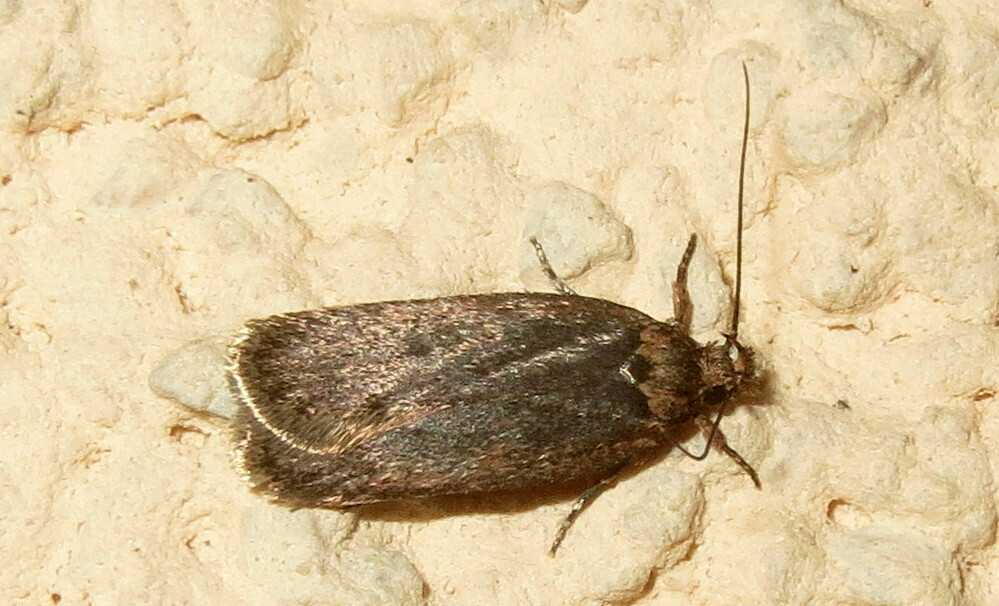
Imago w spoczynku

Motyl osiągający od 16 do 22 mm rozpiętości skrzydeł. Głowa ma czerwonobrunatne, silnie dogrzbietowo odgięte głaszczki wargowe. Ubarwienie tułowia jest żółtawe, jaśniejsze od przedniego skrzydła. Wierzch przedniego skrzydła ma tło czerwonobrunatne, ciemniejsze niż u płożka obłączkowiaczka, o czerwonawym polu przy krawędzi z roztartym brzegiem wewnętrznym. Na tle tym występuje białe przyprószenie, w części pośrodkowej czarne kreskowanie i nakrapianie, a wzdłuż zewnętrznej krawędzi ciemne, zwykle wyraźne plamki. Skrzydło tylne ma rozjaśnioną nasadę.
Genitalia samca mają szeroki żłobek na grzbietowym brzegu walwy, lekko wydłużony i ostro zakończony kukulus, wąski sakulus, zaokrąglony u szczytu i słabo rozwinięty klasper, dobrze wykształcony i długi klawus, przewężone u zewnętrznego końca łożysko edeagusa, a sam edeagus zagięty i opatrzony słabo rozszerzonym cekum. Genitalia samicy odznaczają się kielichowatą pochwą, bardzo mocno rozdętym przewodem torebki kopulacyjnej oraz dość małym i nieregularnym jej znamieniem.
Gąsienica ma czarną głowę, a resztę ciała szarozieloną z czarnymi, biało obrzeżonymi brodawkami.

## Ekologia i występowanie
Żerujące gąsienice obserwuje się współcześnie od maja do sierpnia lub początku września i możliwe, że w części zasięgu motyl ten wydaje dwa pokolenia w ciągu roku. Są one monofagicznymi fitofagami biedrzeńców z rodziny selerowatych; wśród ich roślin pokarmowych wymieniane są tylko biedrzeniec mniejszy i biedrzeniec wielki. Wiosną larwy są foliofagiczne i żerują na liściach odziomkowych, oplatając je uprzednio i w ten sposób kryjąc się przed zagrożeniami. Latem żerują wyłącznie na kwiatostanie, oplatając baldach, który z czasem wypełnia się odchodami i często ulega ostatecznie deformacji. Zimujące pokolenie motyli dorosłych obserwuje się od września do kwietnia.
Gatunek palearktyczny, znany z Hiszpanii, Wielkiej Brytanii, Francji, Belgii, Holandii, Niemiec, Szwajcarii, Liechtensteinu, Austrii, Włoch, Danii, Szwecji, Norwegii, Finlandii, Estonii, Łotwy, Litwy, Polski, Czech, Słowacji, Węgier, Białorusi, Ukrainy, Rumunii, Słowenii, europejskiej i syberyjskiej części Rosji oraz anatolijskiej części Turcji. 